# Frederick Stapleton
Pour les articles homonymes, voir Stapleton.
Frederick Stapleton, né le 11 mars 1877 et mort le 9 novembre 1939, est un nageur et joueur de water-polo britannique.

## Biographie
Frederick Stapleton naît à Basford dans la banlieue de Nottingham. En 1900, il participe aux Jeux olympiques de Paris avec l'Osborne Swimming Club basé à Manchester qui représente la Grande-Bretagne au tournoi de water-polo, et devient champion olympique. Stapleton participe également aux épreuves de natation. 

## Référence
1. ↑  (en) « Frederick Stapleton », sur sports-reference.com (consulté le 29 janvier 2019)